# Monty Alexander
Monty Alexander, nome artístico de Montgomery Bernard Alexander, (Kingston, 6 de junho de 1944) é um pianista de jazz jamaicano.